# Dario Martin
Dario Martin (Pinerolo, 19 gennaio 1903 – Pinerolo, 20 giugno 1952) è stato un calciatore italiano, di ruolo mediano.
Era noto anche come Martin III per distinguerlo dai tre fratelli calciatori Piero, Cesare e Edmondo, che giocarono tutti come lui nel Torino.

## Carriera

### Club
Esordì nel campionato nazionale il 2 gennaio 1921 in un match vinto per 1-0 contro il Carignano. Rimase nel Torino in totale per 14 stagioni nel corso delle quali vinse due scudetti, di cui uno revocato dalla F.I.G.C..
Nel 1934 si trasferì al Pinerolo in Prima Divisione (all'epoca la terza serie) e vi rimase per tre anni prima di ritirarsi.

### Nazionale
Martin giocò due gare in Nazionale, la prima delle quali fu un'amichevole contro la Francia il 24 aprile 1927.

## Statistiche

### Cronologia presenze e reti in Nazionale
| Cronologia completa delle presenze e delle reti in nazionale ― Italia | Cronologia completa delle presenze e delle reti in nazionale ― Italia | Cronologia completa delle presenze e delle reti in nazionale ― Italia | Cronologia completa delle presenze e delle reti in nazionale ― Italia | Cronologia completa delle presenze e delle reti in nazionale ― Italia | Cronologia completa delle presenze e delle reti in nazionale ― Italia | Cronologia completa delle presenze e delle reti in nazionale ― Italia | Cronologia completa delle presenze e delle reti in nazionale ― Italia |
| Data                                                                  | Città                                                                 | In casa                                                               | Risultato                                                             | Ospiti                                                                | Competizione                                                          | Reti                                                                  | Note                                                                  |
| --------------------------------------------------------------------- | --------------------------------------------------------------------- | --------------------------------------------------------------------- | --------------------------------------------------------------------- | --------------------------------------------------------------------- | --------------------------------------------------------------------- | --------------------------------------------------------------------- | --------------------------------------------------------------------- |
| 24/04/1927                                                            | Parigi                                                                | Francia                                                               | 3 – 3                                                                 | Italia                                                                | Amichevole                                                            | 0                                                                     |                                                                       |
| 22/06/1930                                                            | Bologna                                                               | Italia                                                                | 2 – 3                                                                 | Spagna                                                                | Amichevole                                                            | 0                                                                     |                                                                       |
| Totale                                                                |                                                                       | Presenze                                                              | 2                                                                     |                                                                       | Reti                                                                  | 0                                                                     |                                                                       |

## Palmarès
- Campionato italiano: 1 (revocato)

Torino: 1926-1927
- Campionato italiano: 1

Torino: 1927-1928

## Curiosità
Nel 1956, al giocatore pinerolese fu intitolata la locale Sezione AIA. Attualmente, la denominazione risulta decaduta nell'uso comune.